# 奥默维尔莱斯特尔
奥默维尔莱斯特尔（法語：Aumeville-Lestre）是法国芒什省的一个市镇，属于谢尔布尔区（Cherbourg）屈埃泰乌县（Quettehou）。该市镇总面积2.44平方公里，2009年时的人口为144人。

## 人口
奥默维尔莱斯特尔人口变化图示